# Marles-sur-Canche
Marles-sur-Canche és un municipi francès situat al departament del Pas de Calais i a la regió dels Alts de França. L'any 2007 tenia 296 habitants.

## Demografia

### Població
El 2007 la població de fet de Marles-sur-Canche era de 296 persones. Hi havia 112 famílies de les quals 24 eren unipersonals (8 homes vivint sols i 16 dones vivint soles), 44 parelles sense fills, 40 parelles amb fills i 4 famílies monoparentals amb fills.
La població ha evolucionat segons el següent gràfic:
Habitants censats

### Habitatges
El 2007 hi havia 150 habitatges, 115 eren l'habitatge principal de la família, 32 eren segones residències i 3 estaven desocupats. Tots els 137 habitatges eren cases. Dels 115 habitatges principals, 93 estaven ocupats pels seus propietaris, 20 estaven llogats i ocupats pels llogaters i 2 estaven cedits a títol gratuït; 3 tenien una cambra, 2 en tenien dues, 15 en tenien tres, 28 en tenien quatre i 68 en tenien cinc o més. 85 habitatges disposaven pel capbaix d'una plaça de pàrquing. A 42 habitatges hi havia un automòbil i a 62 n'hi havia dos o més.

### Piràmide de població
La piràmide de població per edats i sexe el 2009 era:
| Homes | Edats   | Dones |
| ----- | ------- | ----- |
| 0     | 95 o +  | 0     |
| 0     | 90 a 94 | 0     |
| 0     | 85 a 89 | 0     |
| 0     | 80 a 84 | 4     |
| 12    | 75 a 79 | 0     |
| 0     | 70 a 74 | 12    |
| 12    | 65 a 69 | 16    |
| 8     | 60 a 64 | 12    |
| 4     | 55 a 59 | 0     |
| 8     | 50 a 54 | 8     |
| 12    | 45 a 49 | 12    |
| 20    | 40 a 44 | 24    |
| 12    | 35 a 39 | 12    |
| 8     | 30 a 34 | 0     |
| 8     | 25 a 29 | 12    |
| 16    | 20 a 24 | 8     |
| 8     | 15 a 19 | 16    |
| 8     | 10 a 14 | 16    |
| 8     | 5 a 9   | 8     |
| 4     | 0 a 4   | 8     |

## Economia
El 2007 la població en edat de treballar era de 194 persones, 136 eren actives i 58 eren inactives. De les 136 persones actives 119 estaven ocupades (68 homes i 51 dones) i 18 estaven aturades (9 homes i 9 dones). De les 58 persones inactives 13 estaven jubilades, 20 estaven estudiant i 25 estaven classificades com a «altres inactius».

### Ingressos
El 2009 a Marles-sur-Canche hi havia 119 unitats fiscals que integraven 285 persones, la mediana anual d'ingressos fiscals per persona era de 16.929 €.

### Activitats econòmiques
Dels 5 establiments que hi havia el 2007, 1 era d'una empresa de construcció, 1 d'una empresa de comerç i reparació d'automòbils, 2 d'empreses d'hostatgeria i restauració i 1 d'una empresa de serveis.
L'any 2000 a Marles-sur-Canche hi havia 7 explotacions agrícoles que ocupaven un total de 207 hectàrees.

## Equipaments sanitaris i escolars
El 2009 hi havia una escola elemental integrada dins d'un grup escolar amb les comunes properes formant una escola dispersa.

## Poblacions més properes
El següent diagrama mostra les poblacions més properes.